# Cycladenia humilis
Cycladenia humilis är en oleanderväxtart som beskrevs av George Bentham. Cycladenia humilis ingår i släktet Cycladenia och familjen oleanderväxter.

## Underarter
Arten delas in i följande underarter:
- C. h. jonesii
- C. h. venusta